# جامعة كابل
جامعة كابل (بالإنجليزية: Kabul University، وتُعرف اختصارًا بـ KU، وباللغة البشتوية: د کابل پوهنتون، وبالفارسية: دانشگاه کابل) هي إحدى أقدم وأهم مؤسسات التعليم العالي في أفغانستان.
تقع الجامعة في الحي الثالث من العاصمة كابل، بالقرب من وزارة التعليم العالي. تأسست في عام 1931 على يد الملك محمد نادر شاه، وكان سردار محمد هاشم خان، شقيقه الأصغر، يشغل منصب رئيس الوزراء آنذاك.

يبلغ عدد طلبة الجامعة حوالي 22,000 طالب. وقبل سيطرة حركة طالبان على الحكم في أغسطس 2021، كانت نسبة الطالبات الإناث تقارب نصف عدد الطلاب.

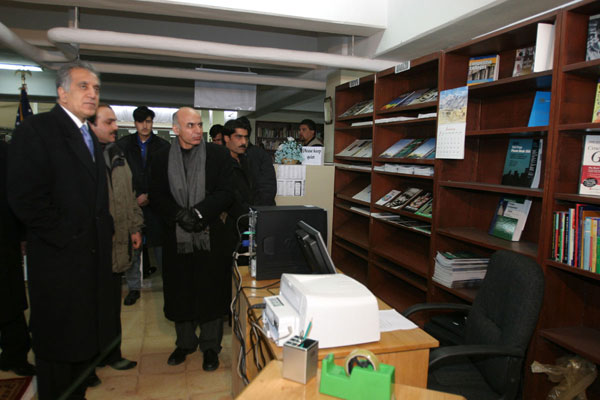
زلماي خليل زاد وأشرف غني أحمدزي في مكتبة الجامعة عام 2005

## التاريخ
فتحت الجامعة أبوابها عام 1932 في فترة رئاسة محمد هاشم خان للوزراء، وكان ذلك بمساعدة من حكومات فرنسا وروسيا والولايات المتحدة. وفي فترة الستينات بدأ الأساتذة الأجانب بفتح أعين الطلاب على مواضيع جديدة لهم كالشيوعية والنسوية ، وكان أحمد شاه مسعود وغلبدين حكمتيار وفياض أحمد من طلاب تلك الحقبة.
فقدت الجامعة خلال الحرب الأهلية في التسعينات كثير من أعضاء هيئة تدريسها الذين فضل بعضهم الرحيل بسبب الأوضاع في تلك المرحلة.

## الكليات
- كلية العلوم
- كلية الصحافة
- كلية العلوم البيئية
- كلية القانون والعلوم السياسية
- كلية علوم الحاسب الألي
- كلية الاقتصاد
- كلية الهندسة
- كلية الصيدلة
- كلية الزراعة
- كلية الفنون
- كلية الطب البيطري

## المكتبة
في عام 1992 وقبل الحرب إحتوت المكتبة على 200,000 و5000 مخطوطة ، و 3000 كتاب نادر بالإضافة إلى الصور والدوريات، لكن غالبيتها بيع أو فقد أو أحرق خلال الحرب

## ضريح جمال الدين الأفغاني

قبر فيلسوف الإسلام ورائد نهضتها جمال الدين الافغاني في وسط جامعة كابل

بعد وفاة جمال الدين الأفغاني بسبعة وأربعين سنة نُقِل جثمانه عام 1944 إلى كابل ودفن في وسط الجامعة.

## مشاهير الخريجين
- برهان الدين رباني
- سيما سمر
- عبد رب الرسول سياف
- أحمد شاه مسعود

## وصلات خارجية
وزارة التعليم العالي الأفغانية